# Ali Hafsi Jeddi
Ali Hafsi Jeddi (arabe : علي الحفصي جدي), né en 1966, est un homme politique tunisien. Il est ministre auprès du chef du gouvernement chargé de la Relation avec le Parlement de février 2020 à octobre 2021.

## Biographie

### Carrière
Il occupe le poste de premier adjoint du maire de Tozeur entre 1995 et 2000. En parallèle, il préside le syndicat de l'orientation touristique en 1998.
Élu député en 2004 et en 2009, sous les couleurs du Rassemblement constitutionnel démocratique du président Zine el-Abidine Ben Ali, il préside également la Fédération tunisienne de football de 2010 à 2011,.
Élu maire de Tozeur en 2018, il entre à l'Assemblée des représentants du peuple en 2019 sur une liste de Nidaa Tounes, dont il devient secrétaire général, et cède son siège de maire.
Il est nommé le 27 février 2020 comme ministre chargé de la Relation avec le Parlement dans le gouvernement d'Elyes Fakhfakh,.
Le 27 juillet de la même année, il est exclu de Nidaa Tounes.

### Vie privée
Il est marié et père de trois enfants.